# Трновлє-при-Целю
Трновлє-при-Целю (словен. Trnovlje pri Celju) — поселення в общині Целє, Савинський регіон, Словенія. 
Висота над рівнем моря: 244,8 м.